# Marknadsbacken
Marknadsbacken (finska: Markkinamäki) är en kulle i Finland. Den ligger i Lovisa stad i landskapet Nyland, i den södra delen av landet, 90 km öster om huvudstaden Helsingfors. Toppen på Marknadsbacken är 1 meter över havet.
Terrängen runt Marknadsbacken är platt. Havet är nära Marknadsbacken åt sydost.  Närmaste större samhälle är Lovisa, 12,1 km väster om Marknadsbacken. I omgivningarna runt Marknadsbacken växer i huvudsak blandskog.